# Велес, Дон
Дональд Данило (Дон) Велес Эспиноса (исп. Donald Danilo (Don) Vélez Espinoza; 18 января 1948, Манагуа — 11 июля 2010, Майами, Флорида) — никарагуанский легкоатлет, выступавший в прыжках в длину, метании копья и диска, барьерном беге и десятиборье. Участник летних Олимпийских игр 1968 и 1972 годов, двукратный серебряный призёр Центральноамериканских и Карибских чемпионатов 1967 и 1970 годов, трёхкратный чемпион Центральной Америки 1968 и 1971 годов, двукратный серебряный призёр чемпионата Центральной Америки 1971 и 1975 годов, бронзовый призёр чемпионата Центральной Америки 1971 года.

## Биография
Дон Велес родился 18 января 1948 года в никарагуанском городе Манагуа.
Дважды выигрывал серебряные медали Центральноамериканского и Карибского чемпионата по лёгкой атлетике: в 1967 году в Халапа-Энрикесе — в пятиборье, в 1970 году в Панаме — в метании копья.
Завоевал шесть медалей чемпионата Центральной Америки: в 1968 году в Манагуа — золото в метании копья и пятиборье, в 1971 году в Сан-Хосе — золото в метании копья, серебро в беге на 110 метров с барьерами, бронзу в метании диска, в 1975 году в Сан-Хосе — серебро в метании копья.
В 1968 году вошёл в состав сборной Никарагуа на летних Олимпийских играх в Мехико. В прыжках в длину занял 32-е место в квалификации, показав результат 6,63 метра — на 1,02 метра меньше норматива, дававшего право выступить в финале. В метании копья занял 26-е место в квалификации с результатом 61,32 метра — на 18,68 метра меньше норматива, пропускавшего в финал. В десятиборье занял последнее, 20-е место при 13 не завершивших соревнования, набрав 5943 очка и уступив 2250 очков завоевавшему золото с олимпийским рекордом Биллу Туми из США. Был знаменосцем сборной Никарагуа на церемонии открытия Олимпиады.
7 марта 1970 года в Панаме установил рекорд Никарагуа в десятиборье — 6195 очка.
В 1972 году вошёл в состав сборной Никарагуа на летних Олимпийских играх в Мюнхене. В метании копья занял 21-е место в квалификации с результатом 63,74 — на 16,26 метра меньше норматива, обеспечивавшего место в финале. Был знаменосцем сборной Никарагуа на церемонии открытия Олимпиады.
Умер 11 июля 2010 года в американском городе Майами.

## Личные рекорды
- Прыжки в длину — 6,64 (1968)[1]
- Метание копья — 72,12 (1970)[1]
- Десятиборье — 6195 (7 марта 1970, Панама)[1]